# Otto Ježek
Otto Ježek (* 7. Dezember 1896 in Čermné u Kyšperka; † 30. September 1957 in Prag) war ein tschechischer Dichter.
Ježek war Vertreter der Arbeiterdichtung. Seine Gedichte wurden vor allem in Zeitungen und bei verschiedenen Feierlichkeiten der Arbeiterbevölkerung und der Sowjetunion vorgetragen.

## Werke
- Chvalte tuto zem, 1951
- Hudba života

| Personendaten    | Personendaten         |
| ---------------- | --------------------- |
| NAME             | Ježek, Otto           |
| KURZBESCHREIBUNG | tschechischer Dichter |
| GEBURTSDATUM     | 7. Dezember 1896      |
| GEBURTSORT       | Čermné u Kyšperka     |
| STERBEDATUM      | 30. September 1957    |
| STERBEORT        | Prag                  |